# DNSChanger
DNSChanger è un trojan horse attivo dal 2007 al 2011, opera di una società estone nota come Rove Digital. Il malware infettava i computer modificando i DNS in modo da puntare verso nomi di server malevoli e inserivano i propri avvisi pubblicitari nelle pagine web. Al culmine della sua attività, si stima che DNSChanger abbia infettato più di 4 milioni di computer, procurando danni per almeno 14 milioni di dollari di entrate pubblicitarie fraudolente.